# Утопления в Нанте
Утопления в Нанте (также Нойяды или Нантские Нойяды, фр. Noyades de Nantes) были серией массовых казней путём утопления во время террора во Франции в Нанте, которые происходили между ноябрём 1793 года и февралём 1794 года. В течение этого периода несколько тысяч арестованных и заключённых в тюрьму за недостаточно рьяную поддержку Революции или подозрение в сочувствии роялистам, особенно католические священники и монахини, были утоплены в Луаре по приказу Жан-Батиста Каррье, комиссара-представителя в Нанте. До прекращения казней так были убиты более четырёх тысяч человек, включая ни в чём не повинные семьи с женщинами и детьми. Сам Каррье назвал это «национальной ванной» (фр. baignoire nationale).

## Предыстория
С момента вступления в силу указа от 17 ноября 1791 года католическое духовенство и эмигранты стали жертвами про-республиканского насилия и принудительной депортации со стороны санкюлотов. После опубликования Закона о подозрительных, утверждённого Национальным конвентом Первой французской республики 17 сентября 1793 года, нацию охватила «революционная паранойя». Этот указ определял подозрительное поведение в самых размытых терминах и не давал обвиняемым никаких средств правовой защиты.
Положение в Нанте осложнялось бушующим на западе Франции вандейским мятежом. Постоянно сохранялись угрозы эпидемий и голода. Сражения, стычки и действия полиции привели к появлению в городе десятка тысяч военнопленных, и их содержание легло тяжёлым бременем на жителей города. Для контроля ситуации лидеры Национального конвента возложили на Жан-Батиста Каррье, уроженца региона Овернь, ответственность за снабжение продовольствием солдат-республиканцев, находящихся в Нанте. Вскоре он стал ответственным за обеспечение продовольствием всего местного населения, а также за поддержание порядка и подавление предполагаемых восстаний роялистов.
Осенью 1793 года опасения того, что заразные болезни, особенно тиф, начнут передаваться от заключённых к населению, превратились в панику. Массовая гибель заключённых, зафиксированные военными, врачами, медсёстрами и даже судьями, шокировали гражданских лидеров и побуждали их делать всё возможное, чтобы остановить дальнейшее распространение болезней. С этой целью власти решили очистить тюрьмы в центре города и разместить заключённых в тюрьме в бывшем кофейном складе, находящейся в порту, и на судах, пришвартованных в гавани.

## Массовые убийства

### Начало
Первые утопления произошли в ночь на 16 ноября 1793 года (26 брюмера II года Французской республики). Его жертвами стали 160 католических священников, известные как «неприсягнувшее духовенство». Сначала их содержали в женском монастыре Сен-Клеман, а летом 1793 года перевели в миссию кармелиток в Нанте, превращённую в тюрьму. 5 июля их отправили в Шантене-сюр-Луар, западный район Нанта, где их держали на барже La Thérèse. Заключённые ужасно страдали от солнца и летней жары. В период с 19 июля по 6 августа большинство священников были переведены в монастырь капуцинов, которые также был превращён в тюрьму. Но 25 октября Революционный комитет Нанта распорядился, чтобы священники были отправлены обратно в доки и размещены на барже La Gloire.
В ночь казни генерал-адъютант Гийом Ламберти и Фуке пришвартовали в доках баржу. Они приказали солдатам под командованием О'Салливана перевести 90 заключённых с La Gloire на эту баржу. Затем баржа была отведена на середину реки, и священники были казнены. Почти все они утонули, кроме троих, которых спасли моряки с военного корабля L’Imposant; спасённым дали спиртное и тёплые одеяла. Капитану Лафлёри было приказано вернуть их Революционному комитету Нанта. После возвращения в тюрьму они были казнены вместе со второй группой священников, которых утопили на следующую ночь. Только одному священнику по имени отец Ландо удалось выжить. Будучи отличным пловцом, он смог бежать во время схватки, прыгнуть с баржи в Луару и отплыть в безопасное место.
Единственным личным свидетельством о первом утоплении стал рассказ корабельного стрелка по имени Уэйли, который служил на корабле La Samaritaine. Он описал встречу с Ламберти и Фуке, которые наблюдали за убийствами. Он также описал отчаянные крики тонущих людей, разбудившие его товарищей, и поразившую его зловещую тишину, наступившую после окончания казни.

### Второе утопление
Гийом Ламберти руководил вторым массовым утоплением священников. Его охранники из роты Марата во главе с Фуко раздели 58 священнослужителей, привезённых из Анже. Их снова посадили на специально оборудованную баржу. Но на этот раз их отвезли в устье реки Луары вдали от порта Нант. Выживших не было.

### Эскалация террора
Вечером 4 декабря 1793 года (14 фримера, II год) произошла встреча Жан-Батиста Каррье, ключевых членов Революционного комитета Нанта, Франсуа-Луи Фелипп-Тронжолли и его коллег, Жюльена Мине от департамента, Ренара от города и представителей народного общества Нанта. В ходе жарких дискуссий они назначили жюри для выявления так называемых «преступников». На следующий день жюри представило список более чем в триста имён, на которые были выданы ордеры на смертную казнь. Для их выполнения Каррье предложил радикальный процесс, который он эвфемистически назвал «вертикальной депортацией»: вместо того, чтобы депортировать преступников в отдалённую заграничную колонию, он предложил погрузить осуждённых на плоскодонки и утопить их, бросив на середине Луары в районе соседней деревни Шантене-сюр-Луар. Казни должны были проводиться ночью, в тайне, однако члены комитета были обеспокоены тем, что трупы могут начать всплывать на поверхность, иногда несколько дней спустя. Эти опасения оказались оправданными.
Проводить казни было поручено двум группам: Гийому Ламберти и его людям, а также революционной гвардии из роты Марата, известной также как «американские гусары» (фр. hussards américains) из-за присутствия в её рядах бывших чернокожих рабов и поселенцев из Сан-Доминго.

### Утопления в Буффе
Третье утопление, которое стало известно как утопление в Буффе, произошло ночью с 14 на 15 декабря 1793 года (24 и 25 фримера, год II). Под командованием Жан-Жака Гулле и Мишеля Моро-Гранмезона Michel рота Марата отправилась в тюрьму в Буффе; большинство из них были пьяны. Не в силах или или не желая сверяться со своими списками, солдаты наугад хватали заключённых из камер, отбирали у них вещи и деньги, а затем привязывали их попарно к тяжёлым камням. Погрузившись на плоскодонку, охранники отвезли 129 заключённых на небольшое расстояние вниз по течению от Нанта к Тренмульту, рыбацкой деревушке недалеко от острова Шевире в районе Резе, и утопили их.
Этот эпизод стал самым известным из всех из-за обилия свидетельских показаний вследствие участия в нём Революционного комитета Нанта. Показания были получены после ареста членов комитета 12 июня 1794 года.

### Четвёртое утопление
Утопления 23 декабря 1793 года (3 нивоза, год II) были зафиксированы тремя различными источниками, из которых как минимум два полностью подтверждены и достоверны. На этот раз Пьер Робин, Фуке и их сообщники привели приблизительно восемьсот пойманных «сторонников роялистов» всех возрастов и полов на две лодки, отплыли к Шантене и утопили их.
Среди самых унизительных издевательств были так называемые «подводные браки». До сих пор идут споры о том, что именно представляли собой «подводные браки», и происходили ли они так, как было описано, но по непроверенным сведениям священника и монахиню, раздетых догола, связали вместе и в таком виде утопили. Эти утопления также назывались «республиканскими крещениями» или «республиканскими браками».

### Галиотные утопления
Следующие казни, от 29 декабря 1793 (9 нивоза, год II) до 18 января 1794 года (29 нивоза, год II), были известны как галиотные утопления (фр. Noyades des galiotes). Двухмачтовые голландские галиоты — небольшие торговые корабли, пришвартованные в Нанте в результате военно-морской блокады, — были по этому случаю перемещены на набережную рядом с тюрьмой в бывшем кофейном складе, где осуждённых можно было легко погрузить на борт. Неизвестно, сколько раз плавали этой ночью галиоты — два, три или более, — но при каждом плавании лишались жизни двести-триста жертв — мужчины, женщины и дети. По крайней мере один галиот был преднамеренно потоплен в Луаре, с набитым жертвами трюмом и задраенными люками.
Записи показывают, что последние утопления с использованием голландских судов были организованы самим Карье, который тем самым полностью очистил тюрьму в кофейном складе от всех заключённых. Эти казни были совершены в ночь с 29 на 30 января 1794 года (10 и 11 плювиоза, II год); было убито около четырёхсот человек.

### Утопления в заливе Бурнёф
Последние массовые утопления состоялись 27 февраля 1794 года (9 вантоз, год II). Согласно официальным документам, зачитанных Национальному конвенту в Париже 12 октября 1794 года (21 вандемьера, год III), приказ отдал генерал-адъютант Лефевр, в результате чего погиб 41 человек, в том числе 10 детей в возрасте от 6 до 10 лет и 5 младенцев. Казнь произошла в заливе Бурнёф.

## Жертвы
Точное количество жертв неизвестно. Различные исследователи выдвигают свои расчеты:
- Согласно Рожеру Дюпьи[фр.], было от 7 до 11 отдельных казней, при этом каждый раз лишались жизни от 300 до 400 жертв[12].
- Согласно Жаку Усне, по приказу Каррье были утоплены от 1800 до 4800 человек, и, возможно, ещё 2000 человек были утоплены по приказу других республиканских революционеров в Нанте[13].
- Жан-Клеман Мартин[фр.] писал, что погибли от 1800 до 4000.
- В 1879 году Альфред Лалли[фр.] сообщил, что были утоплены 4860 человек[7], что было подтверждено Ипполитом Тэном[14].
- По данным Ренальда Сеше[фр.], только осенью 1793 года было утоплено 4800 человек[15].
- Согласно Гастону Мартину[фр.] погибло около 1800 человек, по Фуке — 9000 человек, по Меллине — 3500 человек[16].

По словам историка Ренальда Сеше, эти убийства были одним из компонентов систематической политики уничтожения (геноцида) жителей Вандеи, спланированной революционным Комитетом общественной безопасности и одобренной голосованием Национального конвента в Париже 1 октября 1793 года.

## Суд над Жаном-Батистом Каррье
Хотя утопления в Нанте были самыми известными преступлениями, совершёнными Жаном-Батистом Каррье, он также был ответствен за расстрелы от 1800 до 2600 человек в карьере в Гигане, неподалёку от Нанта, и другие репрессивные акты, которые он оправдывал Законом о подозрительных. Его крайняя паранойя была особо очевидна в «Деле 132 нантских умеренных», «трагикомедии справедливости», в которой участвовали более 132 человек из всех слоёв общества, огульно обвинённых в политически умеренном «федерализме». Они были заключены в тюрьму с целью предать их суду. 
Но они были спасены в результате государственного переворота, произошедшего 27 июля 1794 года и на процессе, который состоялся 22—28 фрюктидора II года (8—14 сентября 1794 года), обвиняемые были полностью оправданы.
Каррье был отозван в Париж в начале 1794 года для участия в процессе над Робеспьером. Сначала термидорианцы оставили Каррье в покое, но члены Революционного комитета Нанта вскоре выдвинули против него тяжкие обвинения. На основании неопровержимых доказательств он был арестован в Париже 3 сентября 1794 года и осуждён 27 ноября. На суде он неуклюже оправдывался и с сарказмом заявил, что ничего не знает о преступлениях, в которых его обвиняют. Тем не менее, его немедленно осудили даже самые близкие ему люди и обвинили в утоплениях, казнях, убийствах женщин и детей, воровстве, актах мародёрства, а также в обострении раздоров в Нанте. Каррье был единогласно приговорён к смертной казни и 16 декабря 1794 года был гильотинирован.